# Buurgplaatz
Buurgplaatz (znany również pod nazwami Buergplaatz, Burrigplatz, Burgplatz, Buergplaz zu Huldang) – wzgórze w Ardenach, w północnym Luksemburgu, wznoszące się na wysokość 559 m n.p.m. Administracyjnie znajduje się w regionie Oesling, w gminie Troisvierges.
Buurgplaatz jest często mylnie uznawany za najwyższy szczyt Luksemburga (którym jest wyższy o jeden metr Kneiff). Utrwala to również kamień z taką informacją, znajdujący się na szczycie w pobliżu wieży.